# Anticlea frigida
Anticlea frigida là một loài thực vật có hoa trong họ Melanthiaceae. Loài này được (Schltdl. & Cham.) Zomlefer & Judd mô tả khoa học đầu tiên năm 2002.